# Nijemci
Nijemci è un comune della Croazia di 5 998 abitanti della Regione di Vukovar e della Sirmia.